# Sint-Martinuskerk (Geulle)
De Sint-Martinuskerk is een kerkgebouw in Geulle, in de Nederlands Zuid-Limburgse gemeente Meerssen. De kerk ligt aan het Kerkplein in Geulle, tussen het Julianakanaal en de Maas in in de Maasvallei. Om de kerk bevindt zich het kerkhof en beide worden omgeven voor een lage bakstenen kerkhofmuur uit 1890.
Het gebouw bestaat uit een westtoren, een dwarsgelegen driebeukig schip en een gotisch koor. Aan de zuidzijde heeft de kerk een dubbeltorenfront.
Zowel de kerk als de kerkhofmuur zijn rijksmonument.
De kerk is gewijd aan Sint Martinus.

## Geschiedenis
Voor of omstreeks het jaar 1000 is de parochie van Sint Martinus gesticht. Het is onbekend wanneer de eerste en de tweede kerk zijn gebouwd. De eerste kerk zou van hout geweest zijn en de tweede kerk van mergel.
In de 14e eeuw is de westtoren gebouwd.
In 1626 is het gotische koor gebouwd.
In de periode 1664-1806/1820 (afhankelijk van de bron) werd de kerk gebruikt als simultaankerk door de rooms-katholieke parochie H. Martinus en de toenmalige hervormde (gereformeerde) gemeente Geul. Tevens was zij ook het toevluchtsoord voor protestanten die aan de overkant van de Maas in het land van Rekem woonden.
In 1919-1920 werd een deel afgebroken en herbouwd. De toenmalige kerk die werd afgebroken zou de derde kerk zijn geweest. Van deze kerk zijn na een dwarsvergroting alleen het priesterkoor, thans in gebruik als dagkapel, en de toren overgebleven. Het nieuwe middenschip werd nieuw opgetrokken dwars door de bestaande kerk heen en is naar het ontwerp van de Maastrichtse architect Hubert van Groenendael. Hierdoor heeft de kerk zijn typische kruisvorm.

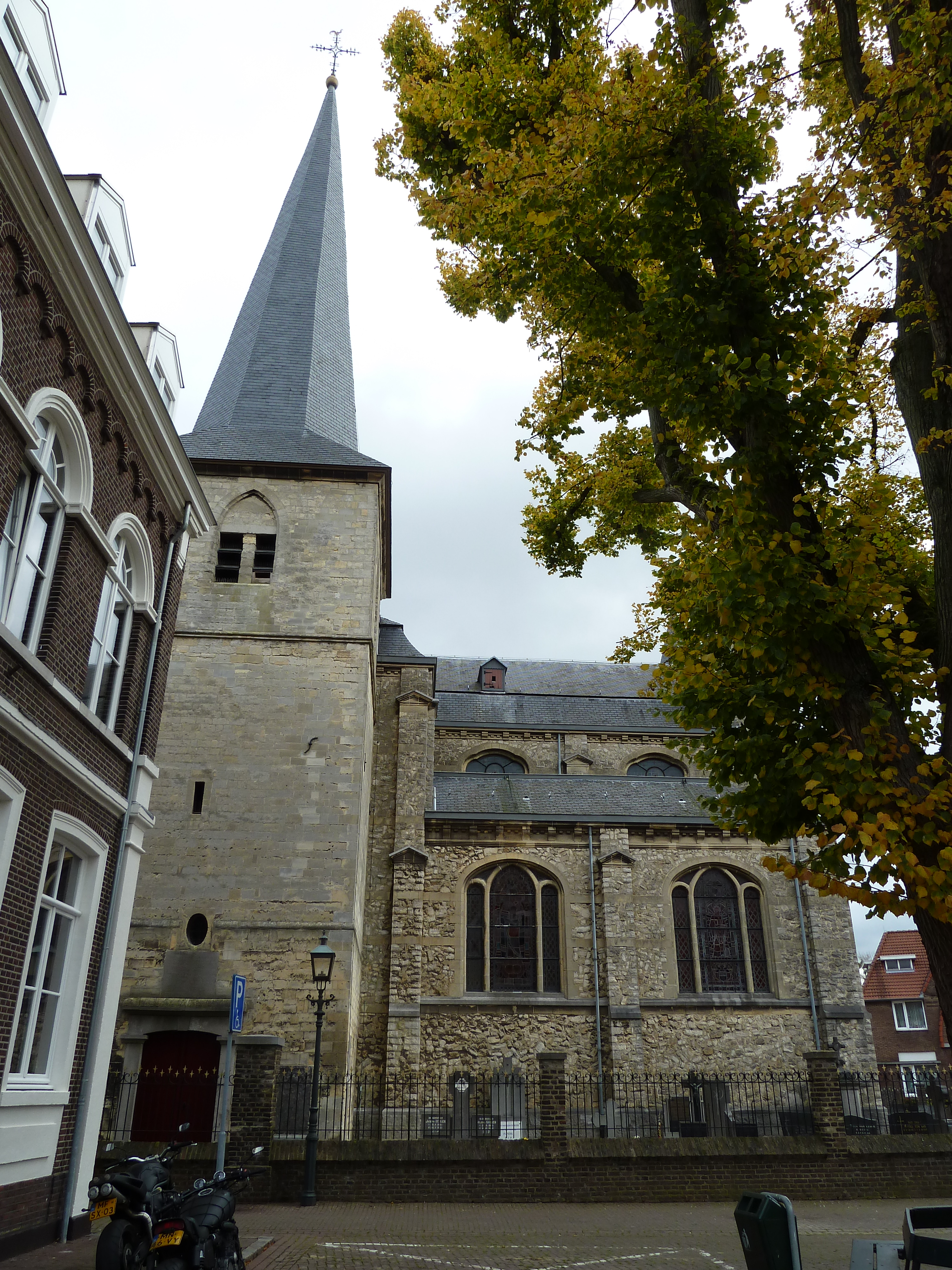
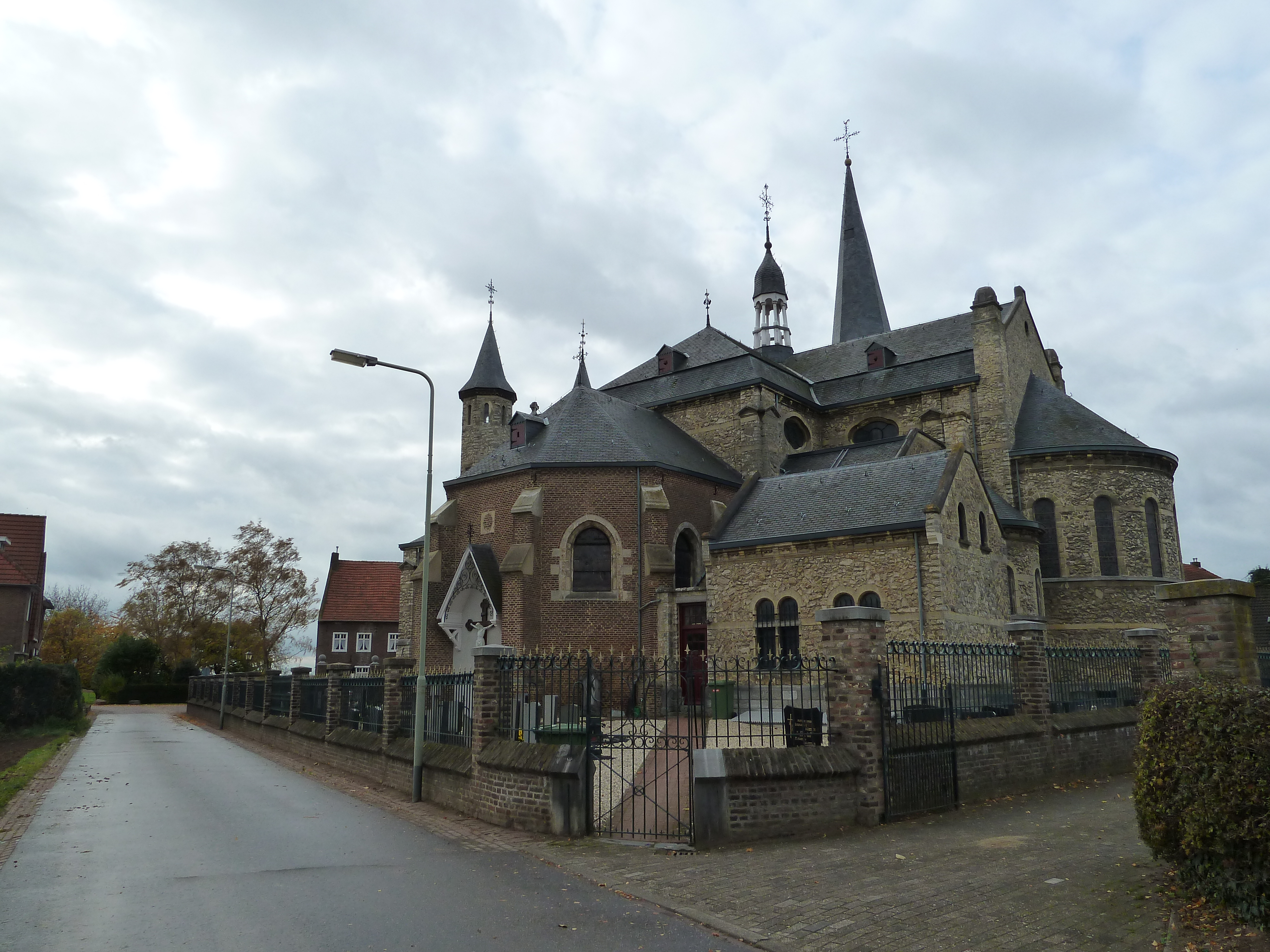
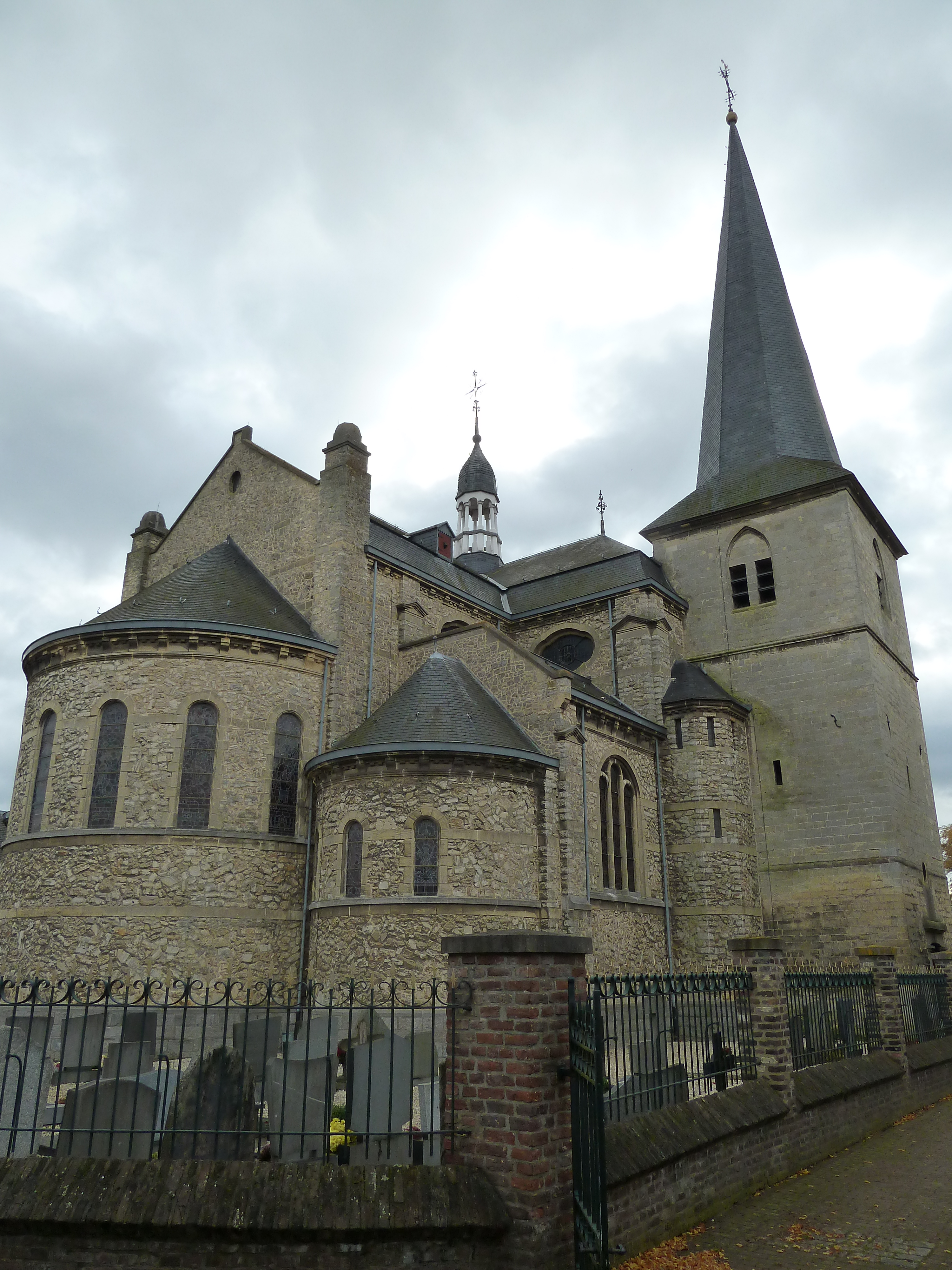
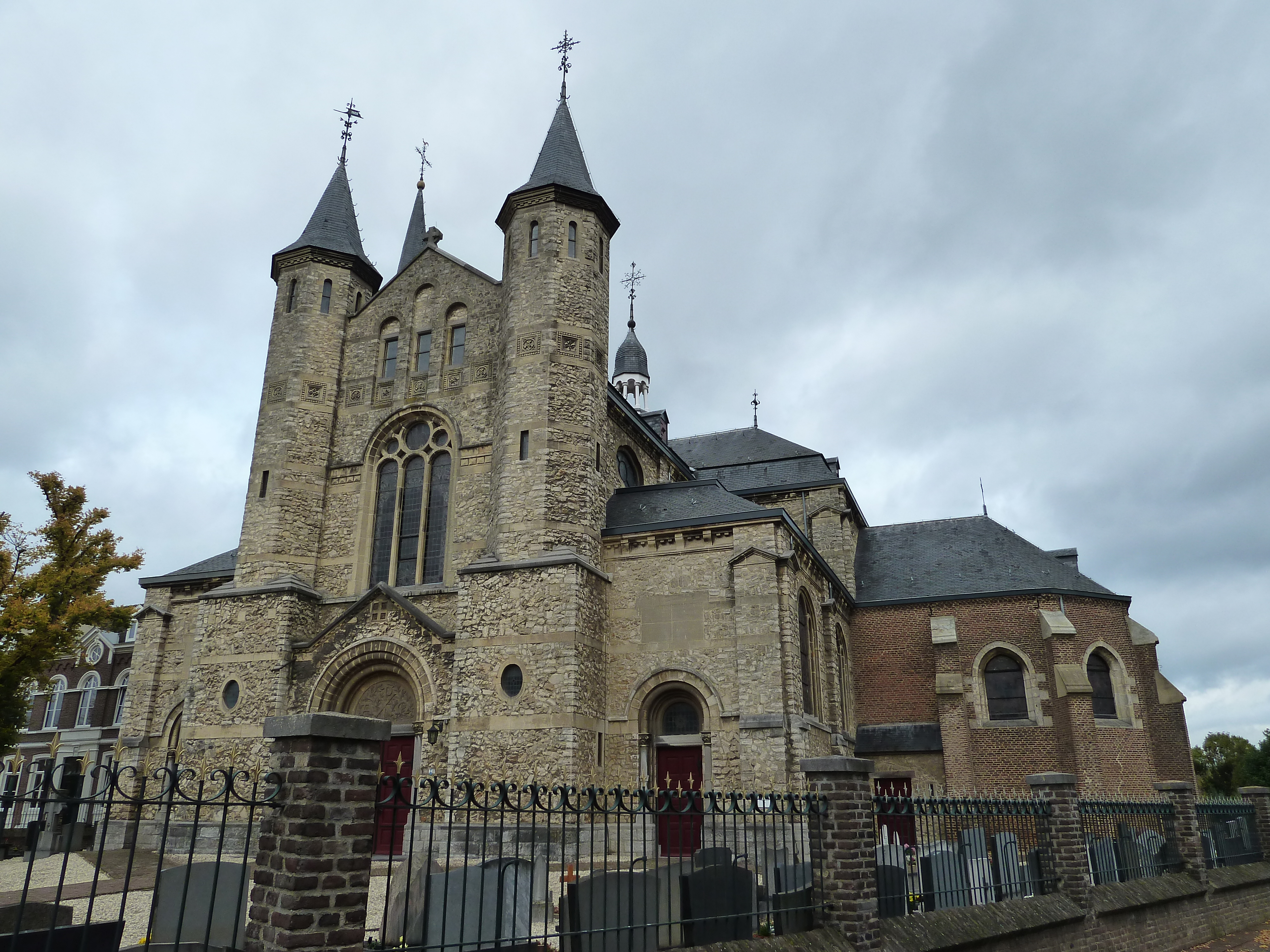